# Proceratium relictum
Proceratium relictum är en myrart som beskrevs av Mann 1921. Proceratium relictum ingår i släktet Proceratium och familjen myror. Inga underarter finns listade i Catalogue of Life.